# Hinglish
Hinglish là một từ ghép từ Hindi và Anh (English), là ngôn ngữ Macaroni lai giữa tiếng Anh và các ngôn ngữ tại Nam Á trên khắp tiểu lục địa Ấn Độ, liên quan đến việc thay đổi giữa các ngôn ngữ trong đó chúng được tự do đổi chổ lẫn nhau trong một câu hoặc giữa các câu.
Từ Hinglish được ghi nhận lần đầu tiên vào năm 1967. Các tên gọi thông tục khác cho tiếng Anh chịu ảnh hưởng của tiếng Hindi bao gồm: Hindish (ghi từ năm 1972), Hindlish (1985), Henglish (1993) và Hinlish (2013).
Mặc dù tên gọi này dựa trên ngôn ngữ Hindi, nó không chỉ dành riêng cho tiếng Hindi, nhưng "được sử dụng ở Ấn Độ, với các từ tiếng Anh pha trộn với tiếng Ba Tư, tiếng Gujarat, tiếng Marathi và tiếng Hindi và cả tiếng Anh châu Á để làm sinh động tiếng Anh chuẩn". Đôi khi, mặc dù hiếm, Hinglish được sử dụng để chỉ tiếng Hindi được viết bằng chữ Anh và trộn lẫn với các từ hoặc cụm từ tiếng Anh.

## Từ điển
Một từ điển liệt kê từ ngữ Hinglish đã được xuất bản. Trên thực tế, nó bao gồm một số từ trong các ngôn ngữ Ấn Độ thường được sử dụng ở thành thị nước Anh.

## Người nói
Hinglish thường được nghe thấy nhiều hơn ở các trung tâm đô thị và bán đô thị ở các bang nói tiếng Hindi của Ấn Độ và được nói bởi người di cư Ấn Độ. Nghiên cứu về động lực học ngôn ngữ của Ấn Độ cho thấy rằng trong khi việc sử dụng tiếng Anh đang gia tăng, có nhiều người thông thạo tiếng Hinglish hơn tiếng Anh thuần túy. David Crystal, một nhà ngôn ngữ học người Anh tại Đại học Wales, dự đoán vào năm 2004 có khoảng 350 triệu người, số người nói tiếng Hinglish trên thế giới có thể sớm vượt xa số người nói tiếng Anh bản ngữ.